# Liste der Stolpersteine in Lägerdorf

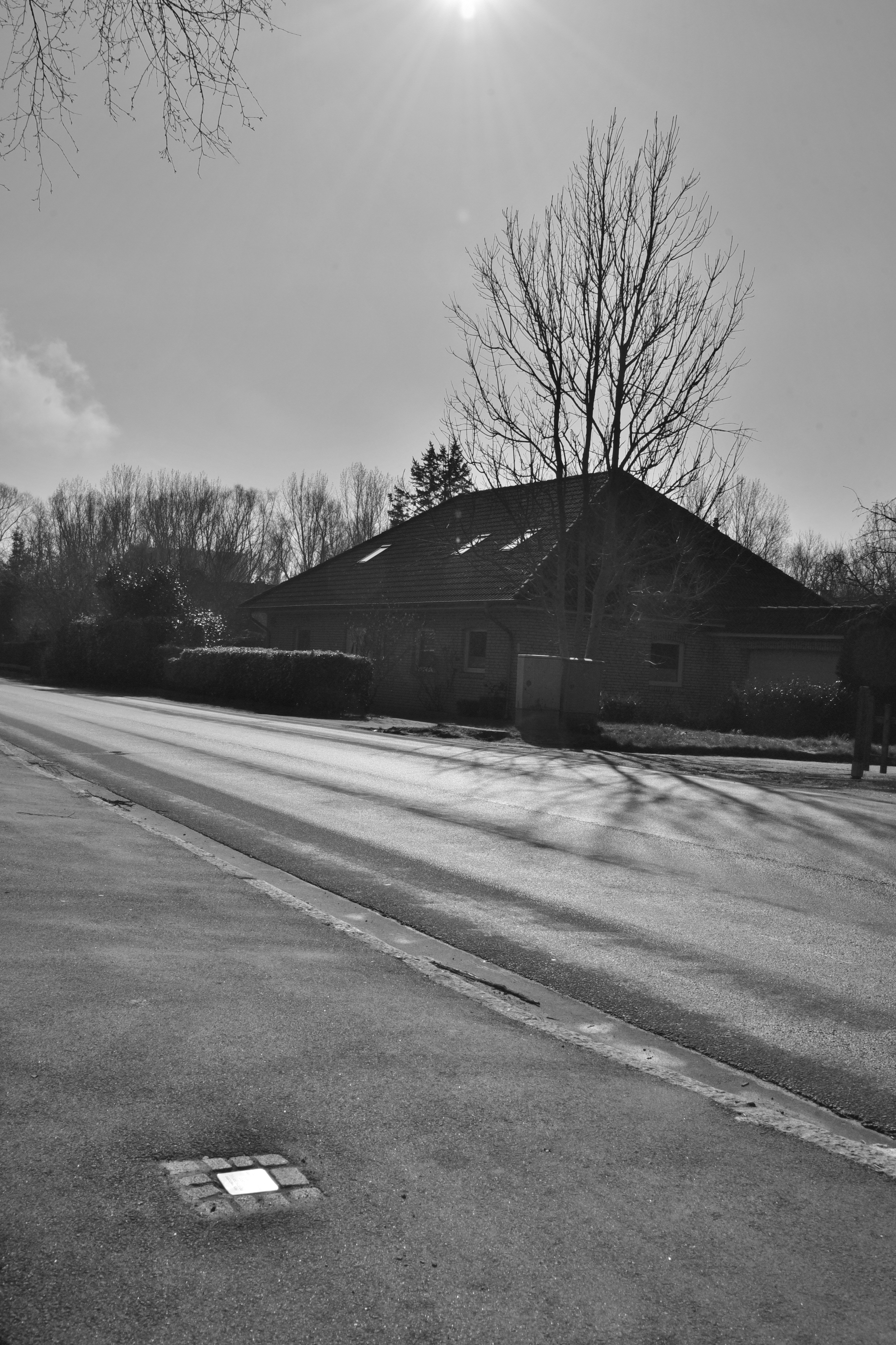
Stolperstein in Lägerdorf

Die Liste der Stolpersteine in Lägerdorf enthält alle Stolpersteine, die im Rahmen des gleichnamigen Kunst-Projekts von Gunter Demnig in der Gemeinde Lägerdorf verlegt wurden. Mit ihnen soll an Opfer des Nationalsozialismus erinnert werden, die in der Gemeinde lebten und wirkten.
Demnig verlegt für jedes Opfer einen eigenen Stein, im Regelfall vor dem letzten selbst gewählten Wohnsitz.

## Verlegte Stolpersteine
In Lägerdorf wurden bisher zwei Stolpersteine an zwei Adressen verlegt.
| Stolperstein | Inschrift | Verlegeort             | Name, Leben |
| ------------ | --- | ---------------------- | --- |
|              | HIER WOHNTE ELISE AUGUSTAT GEB. QUECK JG. 1889 IM WIDERSTAND VERHAFTET 1939 RAVENSBRÜCK TOT AN HAFTFOLGEN 13.3.1940 | Rosenstraße 5 ·        | Elise Augustat, geborene Queck, wurde am 20. Juli 1889 in Waldkeim, Ostpreußen, geboren. Ab 1916 war sie Mitglied der SPD, im Jahr 1918 wechselte sie zur USPD und 1919 schließlich zur KPD. Sie heiratete Wilhelm Augustat, der ebenfalls Mitglied der KPD war. Ab 1924 war Elise Augustat Gemeindevertreterin in Lägerdorf, 1929 wurde sie Abgeordnete des Provinziallandtages Schleswig-Holstein und 1930 wurde sie in den Reichstag gewählt. Im April 1939 wurde ihr Ehemann dienstverpflichtet und musste beim Bau des Westwalls in der Eiffel mitarbeiten. Im September 1933 wurde Elise Augustat nach einer Denunziation wegen "Hochverrates" verhaftet und kam in so genannte "Schutzhaft" aus der sie am 18. Januar 1934 entlassen wurde, nachdem sie in einem Gerichtsverfahren drei Tage zuvor freigesprochen worden war. Ein weiteres Mal wurde sie im September 1939 verhaftet und ins KZ Ravensbrück deportiert. Knapp drei Monate später, im Dezember 1939 "beurlaubte" man sie, auf Grund ihres schlechten Gesundheitszustandes und sie kehrte nach Lägerdorf zurück. Hier berichtete sie ihrem Mann und einem weiteren Freund über die Zustände im KZ. Elise Augustat verlor am 13. März 1940 in Folge der Haft ihr Leben. Ein weiterer Stolperstein wurde in Hamburg-Dulsberg verlegt, wo sie eine Zeit lang mit ihrem Mann lebte. Eine Gedenktafel in Berlin erinnert seit 1992 an sie. |
|              | HIER WOHNTE DR. FRIEDRICH F. BERENT JG. 1899 GEDEMÜTIGT / ENTRECHTET FLUCHT IN DEN TOD 3.6.1937                     | Rethwischer Straße 2 · | Friedrich F. Berent wurde 1899 geboren. Er wurde Arzt und übernahm 1934 eine Praxis als Allgemeinmediziner. Die Nationalsozialisten übten Druck auf ihn aus, im Jahr 1937 stellte er einen Ausreiseantrag für die USA. Dr. Friedrich F. Berent nahm sich das Leben, am 3. Juni 1937 wurde er in seiner Wohnung tot aufgefunden, kurze Zeit später kam die Einreiseerlaubnis. Sein Besitz wurde im Juni 1937 versteigert. |

## Verlegedatum
Die Stolpersteine wurden am 13. Juni 2016 vom Künstler Gunter Demnig persönlich verlegt.